# جورج گمل
جورج گمل (انگلیسی: George Gemmell؛ 1889 – ۲۵ ژانویهٔ ۱۹۶۵) بازیکن فوتبال بود.
از باشگاه‌هایی که در آن بازی کرده‌است می‌توان به باشگاه فوتبال تاتنهام هاتسپر اشاره کرد.